# Marcus Plinius Faustus
Marcus Plinius Faustus war ein antiker römischer Toreut (Metallbearbeiter), der etwa im Zeitraum zwischen den Jahren 30 und 70 in Kampanien tätig war.
Marcus Plinius Faustus ist heute nur noch aufgrund von drei Signaturstempeln auf Bronzekasserollen bekannt. Die nicht immer einheitlichen oder nicht immer vollständig erhaltenen Signaturen lauten lateinisch M PLINI FAVSTI, ergänzt zu M(arci) Plini Fausti und lateinisch M PLINI FAVST, ergänzt zu M(arci) Plini Faust(i). Zwei der drei Stücke wurden in Pompeji, also der Region der Herstellung gefunden, eines in Bologna und damit ebenfalls in Italien. Mit Marcus Plinius Diogenes gibt es eine Generation früher in derselben Region einen weiteren Toreuten aus der Gens der Plinier, wobei über ein mögliches Verhältnis derzeit nur spekuliert werden könnte.
1. Bronzekasserolle; gefunden in Pompeji; heute im Archäologischen Nationalmuseum in Neapel.[1]
2. Bronzekasserolle; gefunden in Pompeji; heute im Archäologischen Nationalmuseum in Neapel.[2]
3. Bronzekasserolle; gefunden in Bologna; ehemals in der Sammlung Palagii, heute im Museo Civico Archeologico.[3]

## Einzelbelege
1. ↑  Inventarnummer ?; Richard Petrovszky: Studien zu römischen Bronzegefäßen mit Meisterstempeln. Leidorf, Buch am Erlbach 1993, S. 288–289, Nr. P.08.01; CIL 10, 08071,52.
2. ↑  Inventarnummer ?; Richard Petrovszky: Studien zu römischen Bronzegefäßen mit Meisterstempeln. Leidorf, Buch am Erlbach 1993, S. 289, Nr. P.08.02; CIL 10, 08071,52.
3. ↑  Inventarnummer 1710; Richard Petrovszky: Studien zu römischen Bronzegefäßen mit Meisterstempeln. Leidorf, Buch am Erlbach 1993, S. 289, Nr. P.08.03; CIL 11, 06717,08.

| Personendaten    | Personendaten                              |
| ---------------- | ------------------------------------------ |
| NAME             | Plinius Faustus, Marcus                    |
| ALTERNATIVNAMEN  | Faustus, Marcus Plinius                    |
| KURZBESCHREIBUNG | antiker römischer Toreut                   |
| GEBURTSDATUM     | 1. Jahrhundert v. Chr. oder 1. Jahrhundert |
| STERBEDATUM      | 1. Jahrhundert oder 2. Jahrhundert         |